# فیلد کیت
فیلد آدریانوس کِیت (به انگلیسی: Field Adrianus Cate) (زادهٔ ۲۲ ژوئیه ۱۹۹۷) بازیگر و موزیسین آمریکایی است. او بیشتر پس از بازی در نقش کودکی نِد در مجموعه تلویزیونی دیزی‌های جسور (Pushing Daisies) به شهرت رسید.
کیت هم‌اکنون در لس آنجلس، کالیفرنیا زندگی می‌کند.

## زندگی‌نامه
کیت از یک خانواده بازیگر برخاسته است. او از نوادگان خانواده استر رالستون بازیگر مشهور سینمای صامت و نیز از نوادگان مارجوری رالستون از نخستین کارکنان و هنرمندان شرکت والت دیزنی است. او همچنین نوهٔ باب رالستون هنرمند تئاتر، رادیو و تلویزیون است.
کیت در ورمانت زاده شد و مدتی در این ایالت و سپس در جورجیا زندگی کرد. او از سه سالگی نقش‌آفرینی در تئاتر و اجراهای رقص را آغاز کرد. هنگامی که او چهار ساله بود، خانواده‌اش به زادگاه‌شان لس آنجلس بازگشتند و او از شش سالگی، فعالیت‌اش را در کمدی بداهه، فیلم‌های مستقل، آگهی‌های بازرگانی و دیگر آثار پی گرفت. او همچنین در یکی از ویدئوکلیپ‌های گروه موسیقی پلاسیبو ظاهر شد.
کیت ابتدا به‌عنوان بازیگر مهمان در برخی از قسمت‌های سریال‌های تلویزیونی مانند بدون هیچ ردی بازی کرد. مهم‌ترین بازی و تاکنون در نقش کودکی نِد در مجموعه تلویزیونی دیزی‌های جسور بوده‌است. کیت به‌خاطر بازی در این سریال نامزد جایزه بهترین نقش‌آفرینی در یک سریال تلویزیونی توسط یک بازیگر نوجوان ده و زیر ده ساله در «جوایز بازیگر جوان» در سال ۲۰۰۸ شد.
کیت به‌عنوان یک وگان از اعضای بخش کودکان گروه مدافع حقوق جانوران پیتا (PETA) است. او همچنین حامی گروه‌هایی مانند بیمارستان کودکان ماتل است.

## فیلم‌شناسی

### سینما
- نیایش دخترک چوپان (۲۰۰۶) - (اوون)
- برای همیشه (۲۰۰۷) - (پسر نوجوان)
- ضربه خورده (۲۰۰۸) - (بچه فضول)
- دوستان فضایی (۲۰۰۹) - (صدای بودا)
- صندلی‌های اسرارآمیز (۲۰۰۹) - (فیلم کوتاه، پسر)
- دوستان بابا نوئل (۲۰۰۹) - (صدای بودا)

### تلویزیون
- احساسات (۲۰۰۴، یک اپیزود)
- قصه‌های ناگفته ایی.آر. (۲۰۰۶، یک اپیزود)
- بدون هیچ ردی (۲۰۰۶، فصل ۵، اپیزود ۵)
- یازدهِ هفت (۲۰۰۷، یک اپیزود)
- دیزی‌های جسور (۲۰۰۷-۲۰۰۹)
- پرونده سرد (۲۰۰۸، فصل ۵، اپیزود ۱۵)
- جوان و بی‌قرار (۲۰۱۰)
- جسور و زیبا (۲۰۱۰)